# Charles-Albert Cingria
Pour les articles homonymes, voir Cingria.
Charles-Albert Cingria est né à Genève le 10 février 1883 et mort le 1er août 1954 dans la même ville. C'est un écrivain, poète et musicien suisse.

## Biographie
Bien que né en Suisse, sa famille n'est pas originaire de Suisse et il a des ascendances turques, picardes et polonaises. La famille de son père Albert Cingria était originaire de Raguse (aujourd'hui Dubrovnik) et vivait à Constantinople, et sa mère Caroline Stryjenska (1846-1913), née à Carouge (Genève), était une peintre d'origine franco-polonaise. Son frère aîné Alexandre Cingria (1879-1945) était peintre, verrier, mosaïste, décorateur et écrivain. Ils ont une sœur cadette, Anne. Il nait à Genève, ville alors protestante, dans une famille catholique.
Charles-Albert Cingria suit des études secondaires (inachevées) à Saint-Maurice et à Engelberg. Il étudie ensuite la musique à Genève et à Rome. À ce moment-là, Cingria rencontre des jeunes écrivains, tels que Ramuz, qui fréquentaient son frère Alexandre. Entre 1902 et 1909, il voyage en Suisse, en France, en Italie, en Allemagne, en Espagne, en Afrique, en Turquie, avant de s'établir à Paris en 1915.
En 1914, Cingria adopte un style de vie bohème à Montparnasse, où il entretient des rapports avec Claudel, Satie, Modigliani, Artaud, Stravinski, et Max Jacob.
À Paris, Cingria était un contemporain du peintre Jean Dubuffet, et les deux hommes se sont rencontrés. La Première Guerre mondiale l’oblige à retourner en Suisse. Après un passage à Lausanne et à Genève, il s’établit à Fribourg où il trouve une misérable chambre de bonne. Après la guerre, il vit dans la pauvreté, mais garde son intérêt pour la musique de l'antiquité. Il est également passionné par le Moyen-Âge.
Dans les années 1920, Cingria est un ami de Blaise Cendrars, mais leur rapport se détériore dans les années 1940 pour plusieurs raisons littéraires et culturelles.
En 1926, alors qu'il se trouve en Italie, Cingria est arrêté et emprisonné pendant trois mois par la police de Mussolini pour un incident à la plage d'Ostie.
En 1928, son premier livre, Les autobiographies de Bruno Pomposo, est publié. En 1932, Cingria reçoit le Prix Schiller pour La civilisation de Saint-Gall. En 1935, le Prix Rambert lui sera attribué pour Pétrarque.
Bien qu'une grande partie du travail de Cingria ait concerné l'amour, l'intimité et les relations, on en sait très peu sur sa propre vie privée. Il n'évoque jamais son homosexualité.
Pendant son séjour en Suisse, Cingria sillonne le pays à vélo. Il survit en publiant dans diverses revues de la presse locale, y compris les journaux publicitaires de la maison de vente Charles Veillon, et en donnant des conférences sur la musique. En 1944, il retourne en France. Par la suite, il vit tantôt à Paris et à Aix-en-Provence, tantôt en Suisse. En 1954, il est rapatrié d’urgence à Genève, où il meurt d’une cirrhose le 1er août, jour de la fête nationale suisse.
Cingria est connu pour avoir écrit sur tout matériel qu'il pouvait trouver: menus, billets, papier toilette, etc. Aussi, Cingria est largement connu pour ses voyages à pied et à vélo, qui ont inspiré son écriture descriptive.

## Œuvres

### Monographies
- Dialogue sur le mépris de l'image et l'excellence de la lettre, Florence, Leonardo, février 1906.
- À propos de la langue espéranto dite langue universelle, Genève : La Voile latine, 1906
- Lurçat ou la peinture avec des phares, « Amsterdam : aux Éditions Bladzvranckx »[8], 1927
- Les Autobiographies de Brunon Pomposo, Lausanne : Cahiers vaudois : Lettres de Lausanne, 1928[9]
  - Lausanne : L'Âge d'Homme, 1997[10]
- Pendeloques alpestres, Lausanne : Mermod, 1929
  - Carouge : Zoé, 2001
- Le Seize juillet, Lausanne : Mermod, 1929
- La Civilisation de Saint-Gall, Lausanne : Payot, 1929[11]
- Les Limbes, Paris : J. Bucher, 1930[12]
- Le Canal exutoire, Lausanne : Mermod, 1931
- Impressions d'un passant à Lausanne, Lausanne : Mermod, 1932[13]
  - Lausanne : L'Âge d'Homme, 1966 [1200 ex. numérotés]
- Pétrarque, Lausanne : Payot, 1932[14]
  - Lausanne : L'Âge d'Homme, 1992[15]
- L'Eau de la dixième milliaire (pages sur Rome), Lausanne : Mermod, 1932[16]
- Le Comte des formes, Paris : Les Amis de C.A. Cingria, Librairie des Trois Magots[17], 1939
- Stalactites, Lausanne : La Guilde du Livre, 1941[18]
- Enveloppes : texte de Ch.-A. Cingria, Lausanne : A. Gonin, juillet 1943[19]
  - Lausanne : Mermod, 1946[20]
- Le Parcours du haut Rhône ou La julienne et l'ail sauvage, Fribourg : Egloff Librairie de l'Université, 1944[21] [1000 exemplaires numérotés]
  - Sion : VP, 1997
- Florides helvètes, Porrentruy : Aux Portes de France, 1944[22]
- Le Camp de César, Lausanne : Au Lys rouge, 1945[23]
- Musiques de Fribourg, Fribourg : Belles-Lettres, 1945[24]
- Le Bey de Pergame suivi de Le canal exutoire, Lausanne : Mermod
- La Reine Berthe et sa famille (906-1002), Genève ; Paris : Éditions des Trois Collines, 1947[25]
  - Lausanne : L'Âge d'Homme, 1992[26].
- Le Novellino : les cent nouvelles antiques ou le livre du beau parler gentil trad., présenté et enrichi de gloses par Charles-Albert Cingria, Paris : Club des Libraires de France, 1955[27]
- La Grande Ourse, Paris : Gallimard, 2000
  - Dans Corona nova no 1 (2001), Munich : Saur, 2001[28]
- Géographie vraie, Fontfroide-le-Haut : Fata Morgana, 2003[29]
- Aria del mese, Fata Morgana, 2013 (ill. Ph. Hélénon) [rassemble des textes de la rubrique 'L'air du mois' de la NrF parus entre 1934 et 1939]

### Ouvrages collectifs
- Les Pénates d'argile : essai de littérature romande, Genève : Eggimann, 1904
- Pour ou contre Ramuz, numéro spécial des Cahiers de la Quinzaine, 1926
- Grandeur de Paul Claudel, n° sp. de la N.R.F. , 1936
- Hommage à Ramuz, Lausanne : Porchet, 1938
- Hommage à Max Jacob, n° sp. d'Aguedal, 1939
- Stravinsky, n° sp. de la Revue musicale, 1939
- Hommage à la Suisse, n° sp. de Confluences, 1942
- Auberjonois, n° sp. de Formes et Couleurs, 1942
- Les Musiciens célèbres, Genève : Mazenod, 1946
- Présence de Ramuz, Lausanne : Guilde du Livre, 1951

### Anthologies
- Charles-Albert Cingria : choix de citations, gloses, notules et prétextes, Genève : Cailler, 1955[30]
- Le Canal exutoire. Suivi de La fourmi rouge et de Ce pays qui est une vallée, Lausanne : Bibliothèque romande, 1973
- La Fourmi rouge et autres textes, Lausanne : L'Âge d'Homme, 1978[31]
- Florides helvètes et autres textes, Lausanne : L'Âge d'Homme, 1983[32]
  - Ibid., 1997
- Le Carnet du chat sauvage suivi de Xénia et de Pendeloques alpestres, Paris : Le Nouveau Commerce, 1992[33]
  - Fontfroide-le-Haut : Fata Morgana, 2001[34]
- Portraits, Lausanne : L'Âge d'Homme, 1994[35]
- Propos animaliers, Lausanne : L'Âge d'Homme, 1994[36]
- Anthologie, Bordeaux : L'Escampette, 1995[37]
- Lettre au vérificateur des eaux : chroniques, Paris : La Différence, 1995

### Correspondances
- Correspondance générale, Lausanne : L'Âge d'Homme, 1975-1980, 5 vol.
- Correspondances retrouvées, Lausanne : L'Âge d'Homme, 2001, 2 vol[38].

### Éditions collectives
- Bois sec bois vert, Paris : Gallimard, 1948[39] ; Ibid., 1983  (ISBN 978-2-0702-8046-9)[40]
- Œuvres complètes, Lausanne : L'Âge d'Homme, 1967-1978, 11 vol. Une nouvelle édition, critique celle-ci, en six volumes des Œuvres complètes publiée à nouveau par L'Âge d'Homme, comprenant deux tomes de « Récits », deux d'« Essais » et deux de « Propos », a commencé de paraître en 2011[41] ; à ces six volumes devraient être adjoints deux autres pour la correspondance[42].
  - Alain Corbellari, Maryke de Courten, Pierre-Marie Joris, Marie-Thérèse Lathion et Daniel Maggetti (dir.), Œuvres complètes. Tome premier - Récits I : Itinéraires et lieux-dits, L'Âge d'Homme, 2011  (ISBN 978-2-8251-1889-4) (Présentation en ligne)
  - Alain Corbellari, Maryke de Courten, Pierre-Marie Joris, Marie-Thérèse Lathion et Daniel Maggetti (dir.), Œuvres complètes. Tome deuxième - Récits II : Histoires et scènes, L'Âge d'Homme, 2011  (ISBN 978-2-8251-4168-7) (Présentation en ligne)
  - Alain Corbellari, Maryke de Courten, Marie-Thérèse Lathion, Daniel Maggetti et Thierry Raboud (dir.), Œuvres complètes. Tome quatrième - Essais II, L'Âge d'Homme, 2016  (ISBN 978-2-8251-4565-4) (Présentation en ligne)
  - Alain Corbellari, Maryke de Courten, Pierre-Marie Joris, Marie-Thérèse Lathion et Daniel Maggetti (dir.), Œuvres complètes. Tome cinquième - Propos I, L'Âge d'Homme, 2013  (ISBN 978-2-8251-4193-9) (Présentation en ligne)
  - Alain Corbellari, Maryke de Courten, Pierre-Marie Joris, Marie-Thérèse Lathion et Daniel Maggetti (dir.), Œuvres complètes. Tome sixième - Propos II, L'Âge d'Homme, 2014  (ISBN 978-2-8251-4307-0) (Présentation en ligne)

### Fonds de manuscrits
Les fonds de manuscrits de Cingria sont conservés à la Bibliothèque cantonale et universitaire de Lausanne et au Centre des littératures en Suisse romande de l'université de Lausanne.